# Liopholidophis varius
Espèce
Synonymes
- Leptophis varius Fischer, 1884
- Liopholidophis pinguis Parker, 1925
- Philodryas pallidus Werner, 1926

Statut de conservation UICN

 LC  : Préoccupation mineure
Liopholidophis varius est une espèce de serpents de la famille des Lamprophiidae. 

## Répartition
Cette espèce est endémique de Madagascar.

## Publication originale
- Fischer, 1884 : Über einige afrikanische Reptilien, Amphibien und Fische des Naturhistorischen Museums I. Über die von Herrn Dr. G.A. Fischer in Massai Gebiete (Ost Afrika) auf seiner in Veranlassung der geographischen Gesellschaft in Hamburg unternommenen Expeditio Jahrb. Jahrbuch der Hamburgischen Wissenschaftlichen Anstalten, vol. 1, p. 1-32 (texte intégral).